# Artemisia argentea
A  Losna  é uma planta família Asteraceae, espécie endémica da ilha da Madeira com a denominação Artemisia argentea, L'Hér..
Apresenta-se como um arbusto perene com até 1 metro de altura, lenhoso, ramoso, aromático, com tomento branco-acinzentado e folhas triangulares, de 3 a 8 centímetros.
Apresenta capítulos pequenos, dispostos em inflorescências densas, com as flores do disco de cor amarela.
Apresenta-se como uma espécie endémica do arquipélago da Madeira, onde vive em locais rochosos da zona litoral Sul da ilha da Madeira e das ilhas Desertas, sendo bastante comum nos picos e ilhéus da ilha do Porto Santo.
A Losna apresenta floração entre Abril e Agosto.
Ao longo dos tempos esta planta foi utilizada na medicina do aparelho digestivo, particularmente do estômago e como tónica, sendo que também foi considerada emenagoga. Teve também utilização como planta ornamental na jardinagem.